# Афанасьева, Евгения Андреевна
Евгения Андреевна Афанасьева (1902—1977) — советский почвовед-генетик, доктор сельскохозяйственных наук, исследователь чернозёмов, лауреат премии имени В. В. Докучаева.
С 1928 г. работала в Почвенном институте им. В.В. Докучаева АН СССР.
В 1928—1936 гг. как почвовед-географ участвовала в Закавказской, Кузнецко-Барнаульской, Ленинградской,Волжско-Камской и Уральской экспедициях под руководством академиков Б. Б. Полынова и Д. И. Прасолова, профессоров Е. Н. Ивановой и А. А. Роде.
С 1936 г. изучала чернозёмы Курской области. Автор работ о подвижности карбонатных солей, о путях формирования карбонатного горизонта в профиле чернозёмных почв и вывода о признании этого горизонта вторым вслед за гумусовым основным горизонтом чернозёмной почвы. По итогам этих исследований в мае 1941 г. присуждена ученая степень кандидата геолого-минералогических наук.
В 1947 г. опубликовала монографию «Происхождение, состав и свойства типичных черноземов».
Была организатором и фактическим научным руководителем двух комплексных стационаров в чернозёмной зоне — Белопрудского (1949—1953) и Курского (1956—1961). Для работы там привлекла специалистов из смежных областей науки — лесоводов, ботаников, физиологов растений.
Итогом этих исследований стали монографии «Черноземы Средне-Русской возвышенности» (1966) и «Водно-солевой режим обыкновенных и южных черноземов юго-востока Европейской части СССР» (1980). За первую из них ей присуждена ученая степень доктора сельскохозяйственных наук (1967) и премия им. В. В. Докучаева.
Награждена орденом Ленина и медалью.